# Bosnisch-herzegowinischer Reisepass
Der Reisepass von Bosnien und Herzegowina (Bosnisch: Pasoš) ist das Ausweisdokument, das den Bürgern des Landes seit der Unabhängigkeit 1992 ausgestellt wird, um allgemeine Reisen ins Ausland zu unternehmen.
Neben dem normalen Reisepass werden für Bürgerinnen und Bürger von Bosnien und Herzegowina folgende spezifische Versionen dieses Reisedokuments ausgestellt: Diplomatenpass, Dienstpass, Gemeinschaftspass sowie ein Sonderpass.
Die für die Ausstellung von Pässen zuständigen Institutionen sind das Innenministerium, mit Ausnahme von Diplomatenpässen, die vom Außenministerium von Bosnien und Herzegowina ausgestellt werden, und offiziellen Pässen, die vom Ministerium für Zivilangelegenheiten von Bosnien und Herzegowina ausgestellt werden.
Seit dem 15. Oktober 2009 werden ausschließlich biometrische Reisepässe ausgestellt.

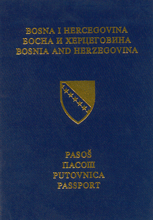
Bosnischer Reisepass
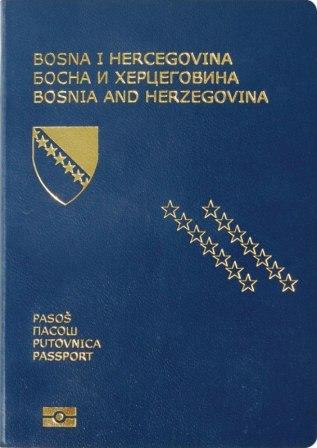
Bosnischer ePass

Der bosnische Pass gehört zu den fünf Pässen mit der weltweit höchsten Bewertung seit 2006, gemessen an der Anzahl der Länder, die seine Inhaber ohne Visum besuchen dürfen. Es ist der 42. beste Reisepass der Welt und ermöglicht es Bürgern von Bosnien und Herzegowina, ohne Visum oder Visum bei der Ankunft in 123 Länder zu reisen.
(Stand 23. Juli 2025)

## Aussehen des Reisepasses
Der Reisepass von Bosnien und Herzegowina ist dunkelblau. Auf der ersten Seite des Umschlags steht oben der Name Bosnien und Herzegowina, in der lateinischen und kyrillischen Version sowie in Englisch. Daneben befindet sich das Wappen von Bosnien und Herzegowina und darunter der Name Passport, in drei Amtssprachen und in Englisch. Außerdem befindet sich unten ein biometrisches Passzeichen.
Diplomaten-, Dienst- oder Gemeinschaftspassversionen unterscheiden sich von den normalen Versionen dadurch, dass statt der Bezeichnung „Passport“ der vollständige Name des Reisepasses auf dem Umschlag steht.

## Biometrischer Reisepass
Eine der Bedingungen für die Abschaffung der Visa der Schengen-Staaten im Jahr 2011 für Bürger von Bosnien und Herzegowina war die Einführung biometrischer Reisepässe (E-Pass). Die Agentur für Ausweisdokumente, Register und Datenaustausch von Bosnien und Herzegowina (IDDEEA) und das Innenministerium in Bosnien und Herzegowina haben das System biometrischer Reisepässe vom 4. Juli bis 15. Oktober 2009 getestet. Es werden keine Reisepässe ausgestellt, bis nicht alle automatische Kontrollen beim Ministerium ohne Beanstandungen durchgeführt werden. An der Ausstellung biometrischer Pässe sind 162 Institutionen beteiligt, was den bosnischen E-Pass zu einem der sichersten Pässe der Welt macht. Ursprünglich wurde angekündigt, biometrische Pässe bis Ende 2009 zu testen. Am 15. Juli 2009 gab der bosnische Minister für zivile Angelegenheiten bekannt, dass Bosnien und Herzegowina ab dem 15. Oktober 2009 mit der Ausstellung biometrischer Pässe beginnen wird. Eine größere Anzahl von Pässen wird vom deutschen Hersteller der Bundesdruckerei ausgeliefert. Ab dem 15. Dezember 2010 haben Inhaber eines bosnischen Reisepasses visumfreies Reisen durch alle Schengen-Staaten. Im Juni 2014 gab IDDEEA bekannt, dass Bosnien und Herzegowina im Oktober 2014 die dritte Generation biometrischer Reisepässe (SAC) einführen wird, wobei Bosnien und Herzegowina eines der wenigen Länder sein wird, in dem ein Farbbild auf eine Polycarbonatseite gedruckt wird.

## Diplomatenpass
Inhaber von Diplomatenpässen aus Bosnien und Herzegowina sind für bestimmte Länder von der Visumpflicht befreit, für die ein Visum vor der Ankunft für einen regulären Reisepass erforderlich ist.

## Visa-Regime
Der bosnische Reisepass ist einer der fünf Pässe mit der höchsten weltweiten Bewertung seit 2006, gemessen an der Anzahl der Länder, die seine Inhaber ohne Visum besuchen können. Im Henley's Passport Index (Stand Juli 2024) belegt er zusammen mit dem albanischen Pass den 43. Platz und ermöglicht Bürgern von Bosnien und Herzegowina eine visumsfreie Einreise in 123 Länder.